# Marek Wikiński

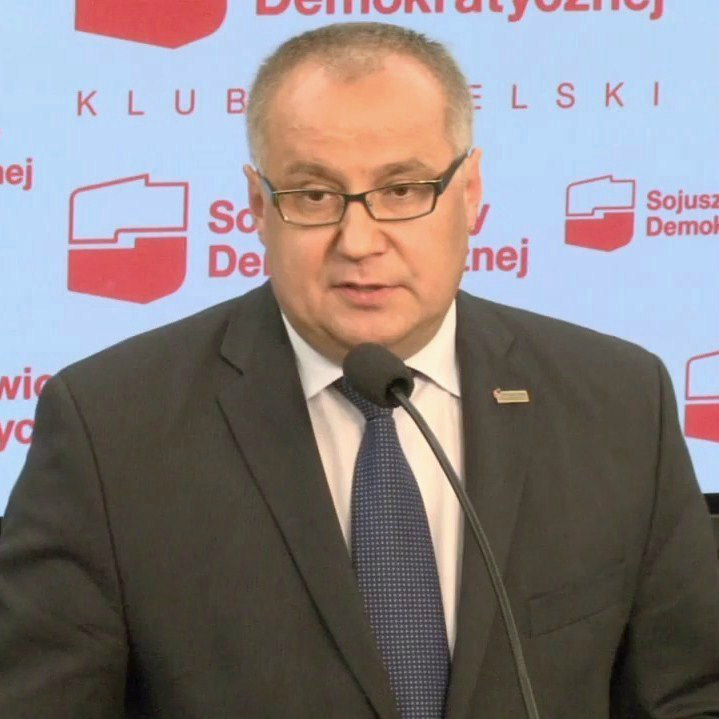
Marek Wikiński (2011)

Marek Michał Wikiński (* 23. Mai 1966 in Sochaczew) ist ein polnischer Politiker (SdPR, SLD) und von 1997 bis 2011 Abgeordneter des Sejm in der III., IV., V. und VI. Wahlperiode und ehemaliger Staatssekretär in der Kanzlei des Premierministers.

## Leben und Beruf
Er absolvierte sein Studium an der Fakultät für Wirtschaft und Recht an der Höheren Ingenieurschule in Radom und an der Fakultät für Rechtswissenschaften der Universität Warschau (Filiale in Białystok). 1996 wurde er Lehrbeauftragter an der Universität Radom. Von 1994 bis 1999 war er Vorsitzender des Polnischen Studentenbundes. Nach seinem Ausscheiden aus dem Sejm arbeitete er als Rechtsberater. 2017 wurde er an der Universität Radom mit einer wirtschaftswissenschaftlichen Arbeit promoviert. Später wurde er Aufsichtsratsvorsitzender des städtischen Sport- und Erholungszentrums in Radom.

## Politik
Bei der ersten vollständig freien Sejmwahl 1991 kandidierte er für die Ruch Demokratyczno-Społeczny, die im Wahlkreis Radom jedoch lediglich 0,7 % der Stimmen und damit kein Mandat errang. Auch bei der Parlamentswahl 1993 kandidierte er erfolglos. Von 1998 bis 2002 gehörte er dem Stadtrat von Radom an. Seit 1999 gehörte er dem Sojusz Lewicy Demokratycznej (SLD) an, nachdem er zuvor drei Jahre Mitglied der Socjaldemokracja Rzeczypospolitej Polskiej (SdPR) gewesen war, und war ab September 2004 Stellvertretender Vorsitzender des SLD in Warschau. 2004 war er zudem kurzzeitig Mitglied des Europäischen Parlaments.
Bei den Parlamentswahlen 1997, 2001 und 2005 errang er ein Abgeordnetenmandat im Sejm. Er war Staatssekretär der Kanzlei des Premierministers unter Leszek Miller und Marek Belka. In den Parlamentswahlen 2007 wurde er zum vierten Mal für den Wahlkreis Radom mit 12.297 Stimmen über die Liste des Wahlbündnisses Lewica i Demokraci (LiD), dem sich die SLD angeschlossen hatte, in den Sejm gewählt. Er war Mitglied der Sejm-Kommissionen für Gesetzgebung sowie Öffentliche Finanzen. Seit dem 22. April 2008 war er Mitglied der neu gegründeten Fraktion Lewica. Bei der Europawahl 2009 kandidierte er erfolglos für einen Sitz im Europaparlament. Bei den Selbstverwaltungswahlen 2010 bewarb er sich um das Amt des Stadtpräsidenten von Radom, verpasste als Dritter des ersten Wahlgangs jedoch den Einzug in die Stichwahl. Bei der Parlamentswahl 2011 verpasste er den Wiedereinzug in den Sejm, da die SLD im Wahlkreis kein Mandat errang. Anschließend legte er seine Parteiämter nieder. 2015 verließ er die SLD  und kandidierte er als parteiloser Kandidat bei der Parlamentswahl 2015 für die Platforma Obywatelska, erreichte aber kein Mandat.